# Arachis pintoi
El maní forrajero (Arachis pintoi) es una planta leguminosa; se usa como alimento complementario en aves de corral.

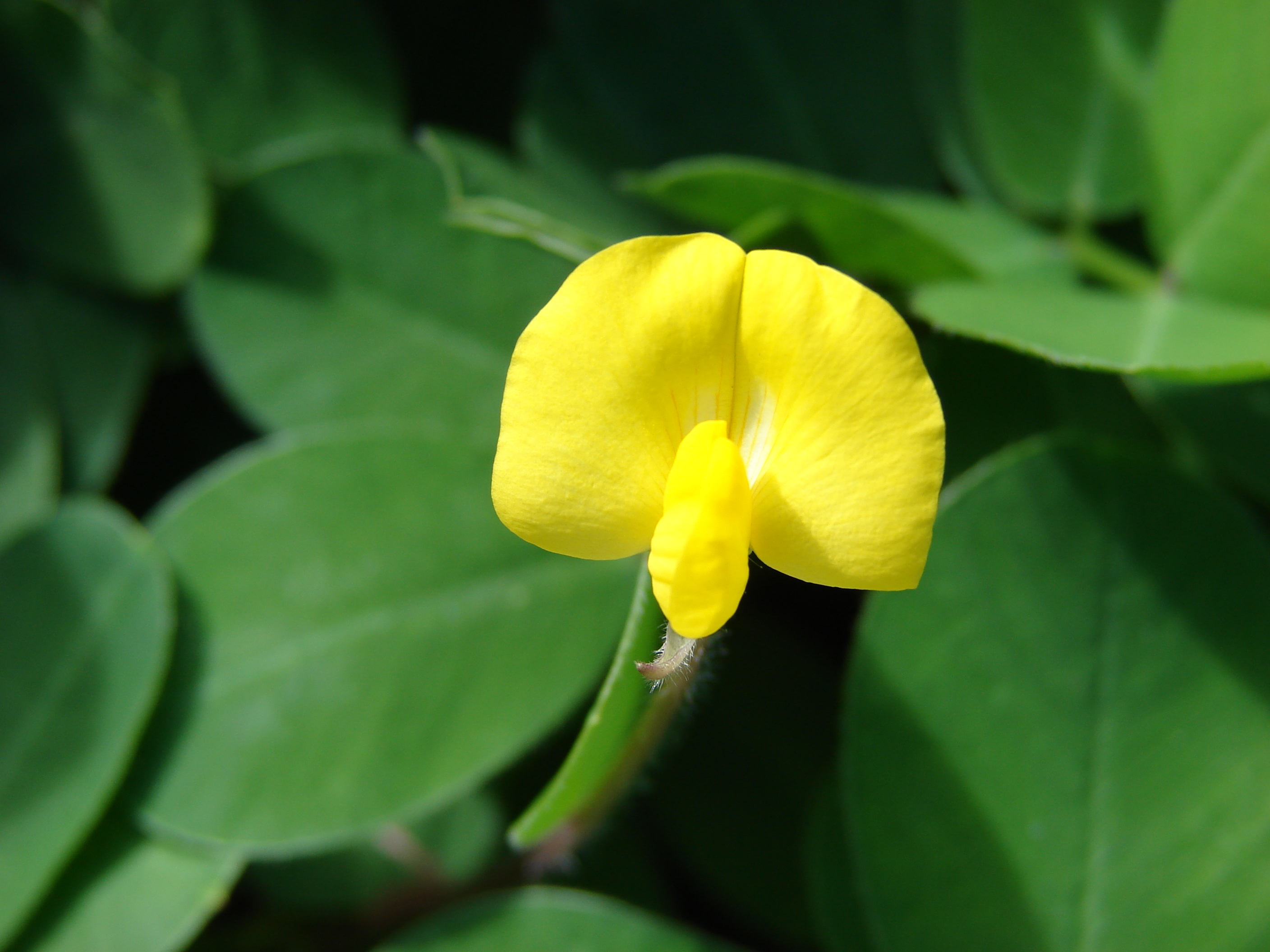
Flor

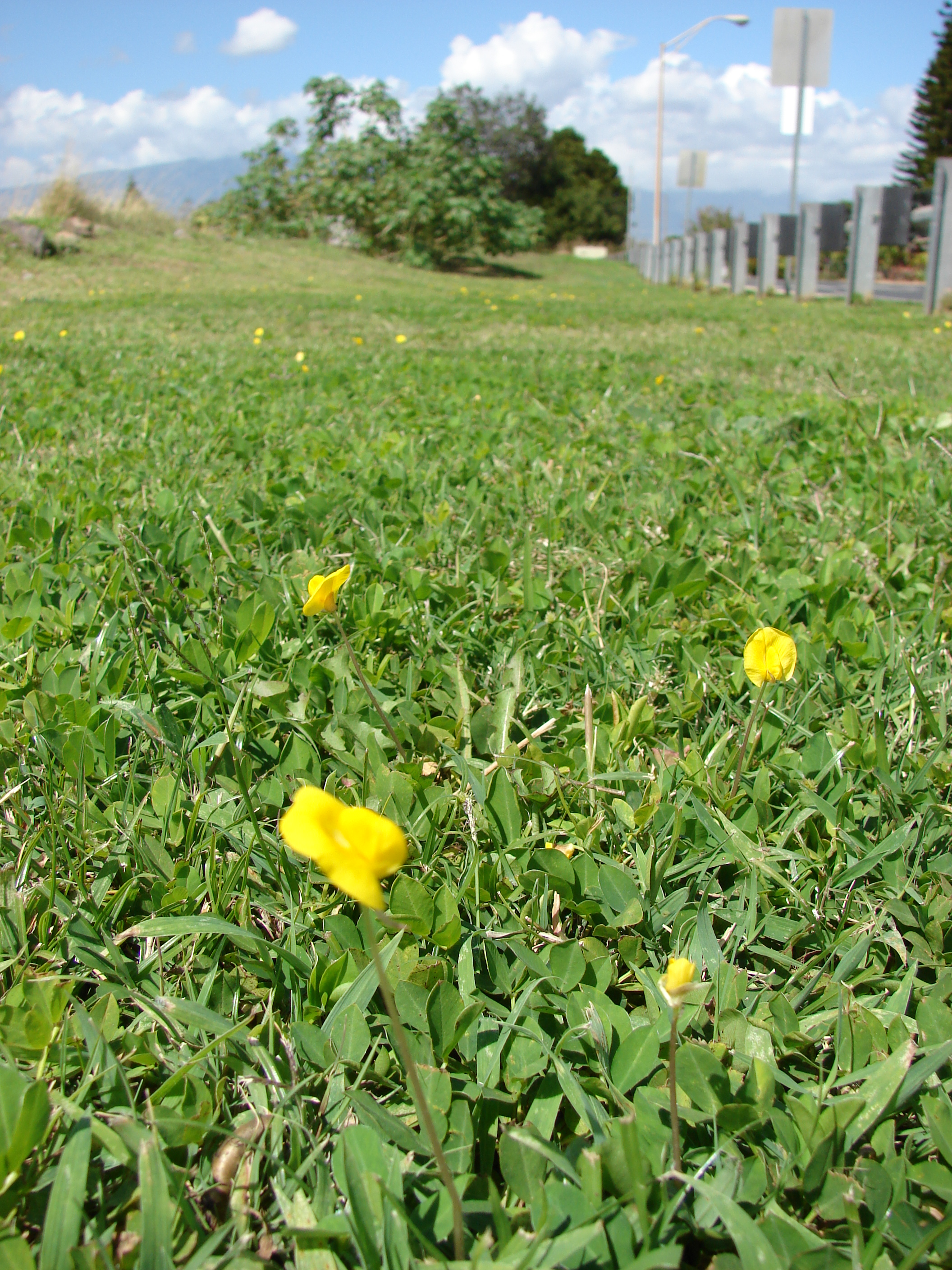
Cultivo

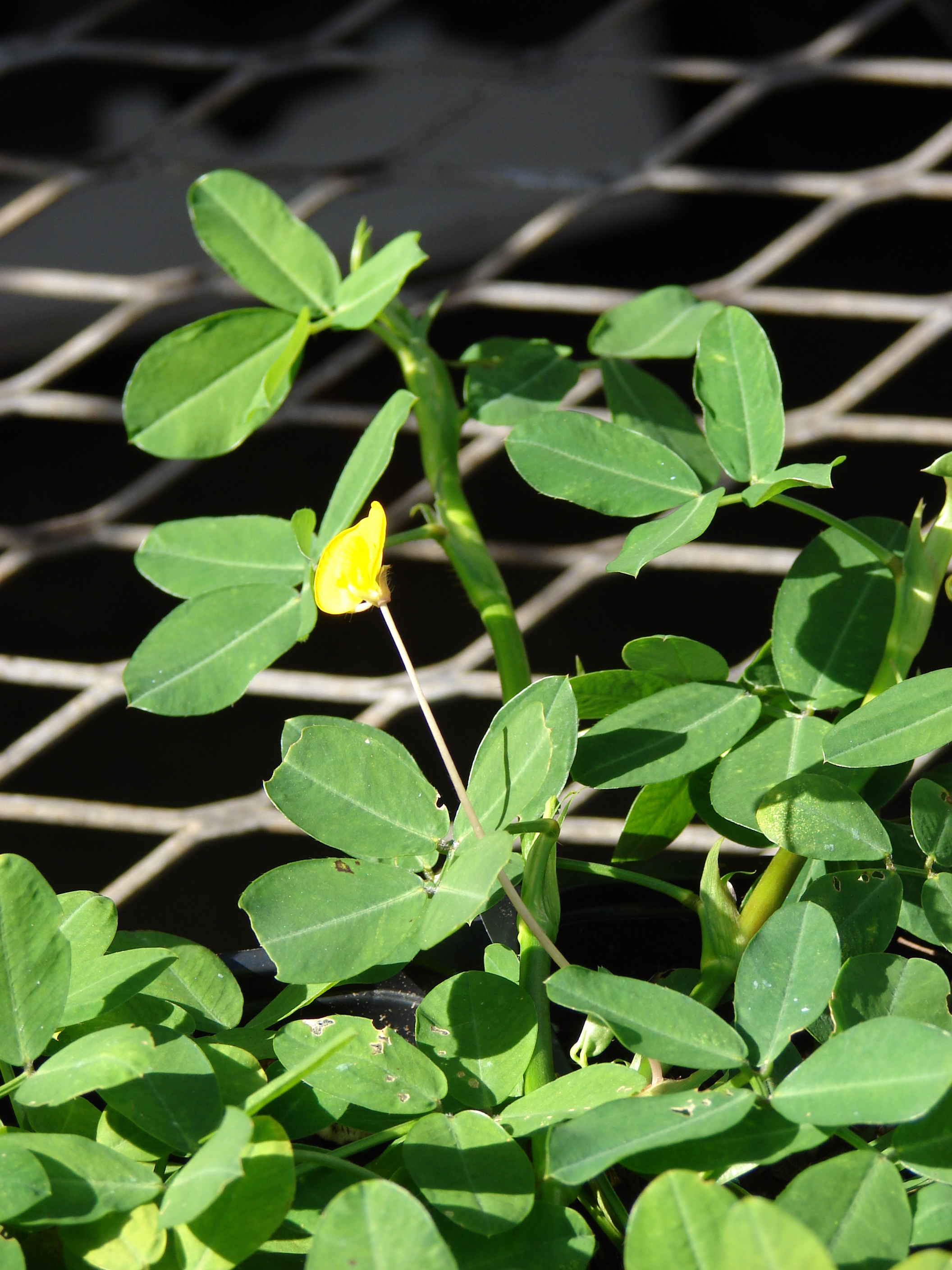
Vista de la planta

## Descripción
Son hierbas perennes, con tallos primero erectos, luego rastreros, radicantes en los nudos. Los folíolos de 1--5 cm de largo y 0.6--3.2 cm de ancho, ápice redondeado y mucronulado; raquis 0.5–1.5 cm de largo, pecíolo 1.5–6 cm de largo. Inflorescencias con 4 o 5 flores; pétalos amarillos. Legumbres 2-articulados, 5--32.5 cm de largo y 6--7 mm de grueso, artejo proximal 11--13 mm de largo, istmo 1--8.5 cm de largo, artejo distal 12--14 mm de largo, pericarpo liso; semillas 1 per artejo.

## Usos
El cultivo ingresó como alimento de ganado bovino y debido a su alto contenido proteico, se ensayó en alimentación avícola, con resultados altamente positivos; la importancia radica en que baja los costos de alimentación y mejora los índices de producción, presentando como características sobresalientes, el ser resistentes al pastoreo, a la sequía, se da en la sombra y por ser una leguminosa perenne (fijadora de nitrógeno). La tecnología consiste en utilizar el maní ya sea en corte o pastoreo para mejorar la alimentación actual de la gallina india que se basa en maíz, sorgo, desperdicios de la casa, desperdicios agrícolas, frutas y otros.
El maní forrajero se puede utilizar como cobertura para prevenir erosión o como planta forrajera en praderas destinadas al pastoreo de bovinos. Es considerada una planta prodigiosa

## Ornamental
Esta planta se usa principalmente para la ganadería, pero usualmente se puede encontrar en jardines gracias a su atractivo color y que ayuda a combatir las malezas. 

## Cuidados
La planta no requiere muchos cuidados ya que es resistente a casi cualquier clima.

## Iluminación
Es una planta que necesita bastante del sol, para que sus hojas y flores mantengan su coloridad. 

## Suelo
Se suele plantar en suelos ácidos para fertilizar la tierra, pero se puede adaptar a cualquier clima.

## Riego
Puede aguantar cortos periodos de inundación y estar a un máximo de 3 meses sin regar, esta planta se puede regar de 2 a 3 veces por semana.   

## Siembra y establecimiento
Hay cuatro métodos para la siembra de Arachis pintoi:
1) Con semilla botánica: dos semillas por postura cada 50 cm a un metro entre surco. La cantidad de semilla a utilizar por postura depende de la calidad de la misma.
2) Con plántulas enraizadas durante 10 días: Se cortan los estolones en forma apical en tallos de 15 a 20 cm de longitud. Luego se hacen grupos de 500 tallitos, se atan y se sumergen en agua con una hormona para acelerar la producción de raíces.
3) Con material vegetativo: Se distribuye en el terreno arado, después se le pasa una rastra para incorporarlo al suelo.
4) Asociado con gramíneas: Se siembra cada dos surcos con semilla vegetativa o botánica. Con este método se reduce, hasta en un 40%, la cantidad de semilla por unidad de superficie.

## Condiciones de una mejor adaptación
- Gran persistencia a distintas condiciones.
- Zonas entre 0 y 1800 m s. n. m.
- Precipitación anual entre 2000 y 3500 mm y con estación seca menor a 4 meses y suelo pH ácido.
- También se adapta a zonas de trópico húmedo con precipitaciones de hasta 4500 mm anuales.
- En zonas con estación seca mayor de 4 meses pierde sus hojas y estolones por desecamiento, pero en el siguiente periodo de lluvias rebrota.

## Ventajas
- Su consumo directo en pastoreo, reduce los costos.
- Mejora la producción de carne y huevos.
- Mejora la pigmentación de la carne y la yema del huevo.

## Recomendaciones
- Usar maní forrajero, en pastoreo, con un mínimo de 1 m² × ave.
- Usarlo como alimento complementario de proteína.
- Durante el establecimiento ( 3 meses), no le debe faltar el agua y la limpieza.
- Pastorearlo hasta tener un 100% de cobertura.

## Beneficios
- Mejorar sistemas ganaderos y promover sistemas menos vulnerables
- Rápida degradación de hojarasca, estímulo de diversidad biológica del suelo y mejora MO del suelo
- Recuperación de suelos degradados para usarlos en ganadería
- Disminuye costos de producción y aumenta los ingresos del productor
- Esta tecnología beneficia a la mayoría de familias rurales
- Uso de mano de obra familiar
- Mejora la fertilidad del suelo
- Protege el suelo de la erosión

## Origen
Esta planta es originaria de Brasil.

## Taxonomía
Arachis pintoi fue descrita por Krapov. & W.C.Greg. y publicado en Bonplandia (Corrientes) 8: 81–83, f. 2. 1994.